# Bayesov izrek
Bayesov izrek (ali Bayesov obrazec) je izrek v verjetnostnem računu in statistiki, ki opisuje verjetnost odvisnega dogodka upoštevajoč pogoje ali druge dogodke, ki lahko na dogodek vplivajo. Imenovan je po angleškemu matematiku Thomasu Bayesu.

## Izrek
Izrek lahko matematično prikažemo s sledečo formulo:
{\displaystyle {\begin{aligned}P({\text{A}}\mid {\text{B}})&={\frac {P({\text{B}}\mid {\text{A}})P({\text{A}})}{P(B)}}\\\end{aligned}}}
kjer:
- {\displaystyle P(A\mid B)} je pogojna verjetnost, da se zgodi dogodek {\displaystyle A}, če se je zgodil dogodek {\displaystyle B};
- {\displaystyle P(B\mid A)} je pogojna verjetnost, da se zgodi dogodek {\displaystyle B}, če se je zgodil dogodek {\displaystyle A};
- {\displaystyle P(A)} (oziroma {\displaystyle P(B)}) je verjetnost, da se zgodi dogodek {\displaystyle A} (oziroma {\displaystyle B}).

Izrek beremo torej "verjetnost dogodka {\displaystyle A} pod pogojem, da se je zgodil dogodek {\displaystyle B} (na kratko "{\displaystyle A} pod pogojem {\displaystyle B}" ali {\displaystyle (A\mid B)}) je enaka razmerju med produktom verjetnosti dogodkov {\displaystyle B\mid A} in {\displaystyle A}, in verjetnostjo dogodka {\displaystyle B}.